# Liste der Kulturdenkmale in Niedertrebra
In der Liste der Kulturdenkmale in Niedertrebra sind alle Kulturdenkmale der thüringischen Gemeinde Niedertrebra (Landkreis Weimarer Land) und ihrer Ortsteile aufgelistet (Stand: 26. April 2012).

## Niedertrebra
Einzeldenkmale
| Bild                                    | Bezeichnung                                    | Lage                            | Datierung | Beschreibung | ID |
| --------------------------------------- | ---------------------------------------------- | ------------------------------- | --------- | ------------ | -- |
| weitere Bilder Fotos hochladen          | Kirche                                         | (Karte)                         |           |              |    |
| Fotos hochladen                         | Feierabendheim (ehem. Gutshaus)                | Dorfstraße 30 (Karte)           |           |              |    |
| BW                                      | Hofanlage mit Wohnhaus, Stallungen und Scheune | Dorfstraße 40 (Karte)           |           |              |    |
| Direkt Bild zu diesem Denkmal hochladen | Gehöft (Pfarrhof mit Nebengebäuden)            | Dorfstraße 51                   |           |              |    |
| Direkt Bild zu diesem Denkmal hochladen | ehemalige Schule                               | Dorfstraße 53                   |           |              |    |
| Direkt Bild zu diesem Denkmal hochladen | ehemalige Schmiede                             | Schulgasse                      |           |              |    |
| Direkt Bild zu diesem Denkmal hochladen | Tagelöhnerhaus (am nördlichen Ortsrand)        | Wallgasse 3                     |           |              |    |
| Direkt Bild zu diesem Denkmal hochladen | Ilmbrücke                                      | Weg an der Mühle nach Eberstedt |           |              |    |

## Darnstedt
Denkmalensemble
| Bild                                    | Bezeichnung                                   | Lage                          | Datierung | Beschreibung | ID |
| --------------------------------------- | --------------------------------------------- | ----------------------------- | --------- | ------------ | -- |
| Direkt Bild zu diesem Denkmal hochladen | Saline Darnstedt mit folgenden Bestandteilen: | Koordinaten fehlen! Hilf mit. |           |              |    |

Einzeldenkmale
| Bild                                    | Bezeichnung   | Lage                   | Datierung | Beschreibung | ID |
| --------------------------------------- | ------------- | ---------------------- | --------- | ------------ | -- |
| weitere Bilder Fotos hochladen          | Kirche        | (Karte)                |           |              |    |
| Direkt Bild zu diesem Denkmal hochladen | Gehöft        | Dorfstraße 24          |           |              |    |
| Direkt Bild zu diesem Denkmal hochladen | Waidmühlstein | Vor Eingang der Kirche |           |              |    |

## Quelle
- Denkmalliste Landkreis Weimarer Land. (PDF; 929 kB) weimarerland.de